# Піфіада
Піфіада, або Пітіада (грец. Πυθιάς, Pūthias) — прийомна дочка Гермія Атарнейського, перша дружина Арістотеля.
Ймовірна дата її народження — 381 рік до н. е., а місце й дата смерті — Афіни, пізніше 326 року до н. е. Після того, як Аристотель став вихователем Олександра Македонського в Міезе, туди ж він перевіз і Пифіаду. Відомо, що вона померла раніше Аристотеля: у заповіті він просить поховати його з нею поруч, як вона просила.
Дочка Аристотеля і Пафіади теж звали Пафіада. Вона була одружена тричі, і теж померла раніше свого батька. Її першим чоловіком був Никанор, син сестри Аристотеля Арімнести. За заповітом Аристотеля, Никанор мав займатися справами сім'ї, поки його син, ВераБог, не досягне повноліття. Другим чоловіком Пифиади був Прокл Спартанський, а третім — лікар Метродор.